# Famille de La Porte (Laval)
Pour les articles homonymes, voir Famille de La Porte et La Porte.
 (mars 2020).
La famille de La Porte était une riche et notable famille de Laval en Mayenne dès le XVIe siècle. 

## Origine
La famille de La Porte est connue à Laval depuis Christophe de la Porte, mari de Jeanne Lelièvre, qui exploita en 1565 une lavanderie située près de la fontaine de Mirecou. Il demeurait au Logis des Éperons adossé aux remparts de Laval. 
Le Nécrologe d'Antoine Berset indique qu'une croyance de la famille de la Porte était qu'elle tirait son origine de Guillaume Morin, capitaine anglais, qui s'était fixé en Mayenne vers 1427 après la réduction de Laval par les Anglais. 
Des renseignements puisés dans les archives du château de la Porte à Daon, et les souvenirs de Renée Duchemin, épouse de Pierre de la Porte, morte dans un âge fort avancé, adonnèrent lieu de croire que ce Guillaume Morin n'était pas anglais, mais qu'il appartenait à la famille Morin, originaire du Maine, et dont les aînés étaient seigneurs de Loudon et du Tronchet dès le XIIIe siècle. 
M. Boucaut, propriétaire du château de la Porte en 1784, trouva dans les archives, parmi les anciens seigneurs, un Guillaume Morin au XVe siècle. Ce Guillaume était fils de Jean IIe Morin, seigneur de la Porte, et de Marie d'Arquenay, mort avant 1400, fils lui-même de Jean Morin, époux de Jeanne du Fay, dame de la Porte, ancienne famille de Laval, distinguée au XIVe siècle et XVe siècle. Guillaume Morin eut un fils, Raoul de La Porte auteur de la Porte à Laval.

## Généalogie
- Christophe de la Porte ;
  - Jean de la Porte, sieur de la Teslinière, époux de Julienne Esmond  ;
    - Jeanne de la Porte (-1618), novice au Ursulines de Laval, elle meurt de fièvres chaudes le 19 mars 1618, et est enterrée dans la chapelle Saint-Jacques;
    - Jean de la Porte (-1677), l'un des plus riches banquiers et négociants de Laval (fils de Jean de la Porte et de Julienne Esmond). Il est l'un des plus riches banquiers et négociants de Laval, comme l'indique l'inventaire de sa fortune en 1639. Il acheta l'office de receveur du taillon et acquit en quelques années Montfourmé, Nazé, la Coconnière, Fontenay, Favry, Malitourne, Soulgé, etc. et enfin la maison du Manoir à Laval. Veuf de Guillemine Bellière, il épousa Marie Cazet, dame de la Houssaie, établit noblement ses enfants et fut inhumé en 1677 dans un caveau à Saint-Vénérand de Laval où se voient encore les armes de sa famille. Marie Cazet, née en 1624, morte en 1710 était la fille de Guillaume Cazet, seigneur des Fresnes et de Michelle Ouvrard.
      - Sébastien de la Porte, conseiller et médecin ordinaire de Louis XVI, doyen dès 1667 du collège des médecins de Rennes, habitait sa terre de Bonnes. Il n'eut point d'enfants de Louise Ouvrard, sa femme, fonda par testament deux lits à l'hôpital et laissa sa terre de Bonnes aux Jésuites de la Flèche, à charge de recevoir deux étudiants de sa famille ou au moins de Laval. Il mourut le 3 mars 1693, âgé de 79 ans. « M. Bureau le reçut à la porte du Badoir, sur le pont, comme venant d'Avesnières en sa paroisse, écrit l'abbé Duchemin, et après nous le donna pour l'apporter à Saint-Vénérand de Laval. Les hommes qui l'avoient apporté avoient encore des bureaux, selon l'ancienne coutume ; ils sont les seuls que j'aie vus. »;
      - Jean de la Porte, Sieur Louvigny et de Villoiseau, receveur des finances à Tours, conseiller et officier du roi, époux de Françoise Faverolles ;
        - Louis de la Porte de Louvigné, époux de Marie Noland ;
          - Louis de la Porte (1684-1690), envoyé à Laval par son père. Décédé paroisse de la Trinité à Laval, et conduit paroisse de Saint-Vénérand pour son inhumation par l'ordre et la volonté de Jean de La Porte, son grand-père.

        - Madeleine de la Porte-Villoiseau, épouse de Jean-François Bossart (fils de Jacques Bossard)
        - Marie-Angélique de la Porte

      - Valentin de la Porte (-1695), sieur de la Forge, président en l'élection de Laval, épousa avant 1668 Renée Le Maignan et mourut le 21 février 1695, laissant de nombreux enfants dont sont issus les de La Porte de la Forge, de Véloché, de Méral;
        - Jean Valentin de la Porte (1670-1702), Sieur de Vaucenayy. Conseiller du roi. Ancien président en l'élection de Laval en 1702.
        - Renée de la Porte, époux de Jacques Foucault de Vauguyon
        - René de la Porte (-1724), Sieur de Méral lors de son mariage. Sieur de la Forge.
        - Louis Joseph de la Porte (1677-1744), Sieur de Vaucenay.
        - François Raymond de la Porte (1678-1736), Sieur de Monrenoul.
        - Charles François de la Porte, Seigneur de Véloché. Négociant.

      - René de la Porte, maire perpétuel de Laval ;
        - Thomas-René-François de la Porte, sieur de la Thébaudière, seigneur du Plessis-Buret, capitaine des gardes de la prévôté de France, procureur en l'élection et au grenier à sel de Mamers, 1781, procureur du grenier à sel du Mans, 1788 ;
          - François-Louis de la Porte, seigneur du Plessis-Buret, marié à Gabrielle Jouye des Roches. Il rimait comme en témoignent des vers copiés par l'abbé Angot sur des registres du Plessis-Buret et qui accompagnaient l'envoi d'un bonnet phrygien à un ami, en 1793[N. 1];
            - Gabrielle-Louise de la Porte, épousa  le 24 germinal an V, par contrat devant Hourdel et de la Masserie, notaires au Mans Jean-François Dudevant. Elle éleva maternellement le fils naturel de son mari, et devint ainsi la belle-mère de George Sand.

      - Charles-François de la Porte, avocat, conseiller du Roi, président en l'élection de Laval, marié à Anne Deschamps 
        - Anne-Hélène de la Porte, mariée à Joseph Rousseau de Monfrand en 1722

- Jean  de la Porte, époux de Marie Fournier
  - Pierre  de la Porte, époux de Renée Duchemin, Sieur de la Telinière. Marchand à Laval.
    - François  de la Porte (1664-1734), époux de Marie Renée Louise Simon, Sieur de la Teslinière. Négociant à Laval.
      - Marie Renée  de la Porte, épouse de Joseph Le Jay
      - Françoise Louise  de la Porte, épouse de Luc Olivier Seré

    - Marie Madeleine de la Porte (1666-1743), épouse de René Gehard
    - Louise  de la Porte (1669-1737), épouse de Jean-Baptiste Hardy de Levaré

  - Jean de la Porte (1644-1733), époux de Marguerite Courte, Sieur de la Teslinière. Marchand/négociant à Laval.
    - Pierre de la Porte, époux de Françoise Duchemin
      - Jean Baptiste de la Porte, époux d'Anne Ruffin
      - François de la Porte (1716-1771), époux de Catherine Geneviève Gaultier de Vaucenay
        - Catherine Ambroise Blanche Françoise de la Porte, veuve en mai 1814 de M. Duchemin des Genetais. Elle organisa à Laval l'œuvre de l'hospitalité des prêtres et des religieuses et, sous l'inspiration des PP. Chanon et Chapelle, Jésuites, une bibliothèque publique qui comptait deux mille volumes en 1830. Elle épousa Ambroise Jacques Duchemin des Genetais(mort à Paris où il était allé avec plusieurs Lavallois pour présenter ses hommages au roi).
        - Louise Françoise Victoire de la Porte (1759-1819), épouse de Jacques Jean Baptiste Pichot
        - François Jean Marie  de la Porte (1761-1806), époux de Rosalie Besnard
          - François de la Porte (1789-1854), époux d'Aglaé Guesdon, puis d'Anne "Thaïs" Trochon
          - Rosalie Sophie de la Porte (1791-1857), épouse d'Eugène Boullier

        - René de la Porte

## Armes
Les armes de la famille se blasonnent ainsi : De gueules à 3 merlettes d'argent, 2 et 1.

## Possession
- Château du Plessis-Buret ;
- Château du Verger de Montigné ;
- Château de l'Ansaudière
- Château de Soulgé